# Balutagi, Kushtagi
Balutagi là một làng thuộc tehsil Kushtagi, huyện Koppal, bang Karnataka, Ấn Độ.